# Gonzales Coques
Gonzales Coques (Cockes, Cocs), né le 8 décembre 1614 à Anvers, où il meurt le 18 avril 1684, est un peintre baroque flamand connu pour ses portraits et ses peintures d'histoire. En raison de sa proximité artistique avec Antoine van Dyck et de son émulation, il reçut le surnom de kleine van Dyck (« le petit Van Dyck »). Coques est également actif en tant que marchand d'art.

## Biographie
Coques est né à Anvers en tant que fils de Pieter Willemsen Cock et Anne Beys. Il n'y a aucune certitude concernant la date exacte de sa naissance. Les estimations varient entre le 8 décembre 1614, date à laquelle un enfant dénommé Gonzala Coques est baptisé à l'église anversoise de Saint-Georges (peut-être une sœur aînée, bien que des prénoms de garçons se terminant en 'a' existent au xviie siècle à Anvers) et 1618, la date du portrait gravé dans le livre du biographe Cornelis de Bie, Het Gulden Cabinet, daté de 1661. Cette date est moins probable en vue du fait que Coques commence son apprentissage en 1626, date qui est plus probable pour un enfant de 12 ans que pour un enfant de 8 ans.

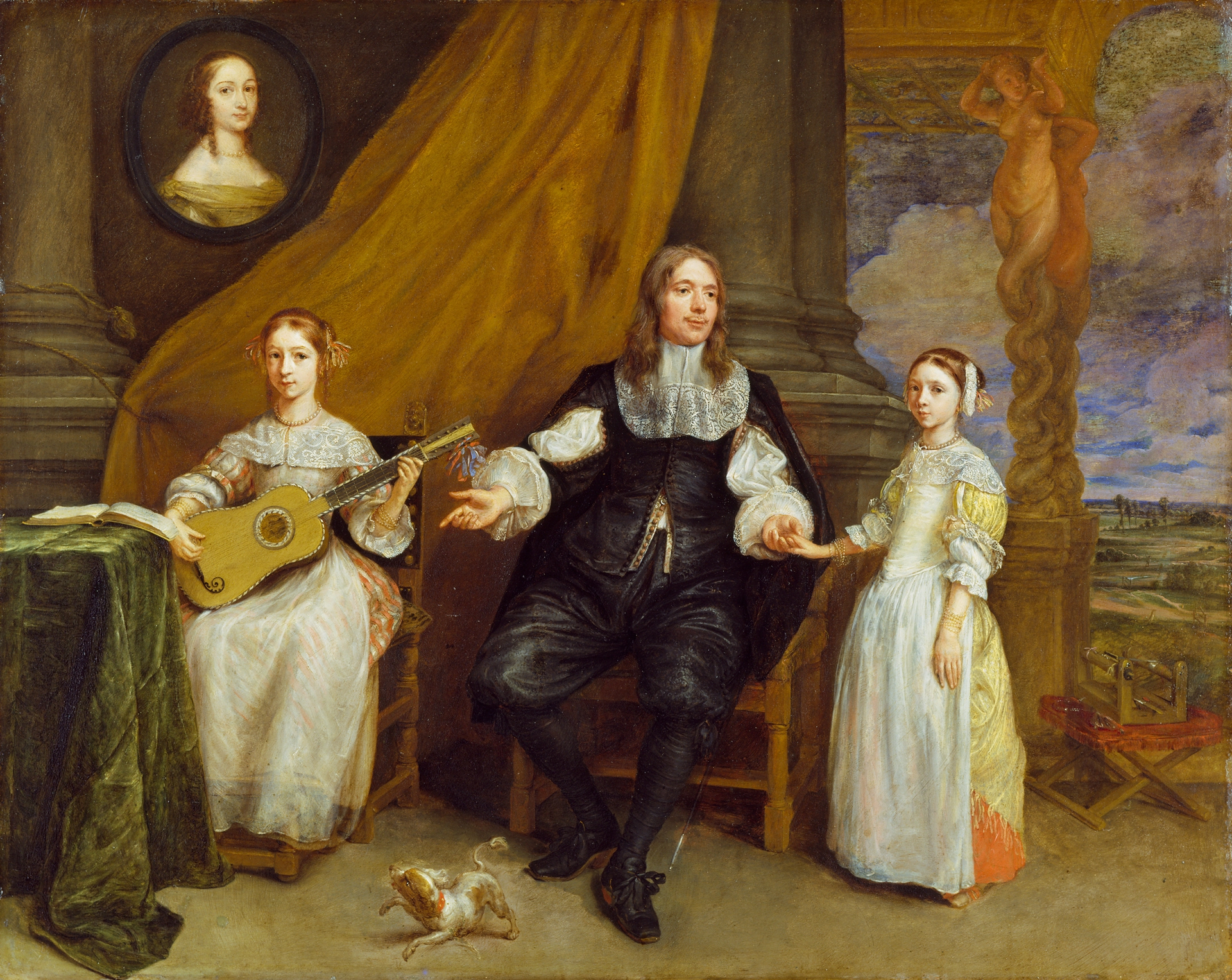
Gentilhomme avec ses deux filles

Gonzales Coques est reçu en 1626-1627 dans la Guilde de Saint-Luc d'Anvers en tant qu'élève de Pieter Brueghel le Jeune ou de son fils Pieter Brueghel III. David Rijckaert (il n'est pas clair si David Ryckaert I ou son fils David Rijckaert II est visé) est nommé comme son maître sous un portrait gravé par Joannes Meyssens, inclus dans la publication de Meyssens Image de divers hommes de 1649. Coques devient maître de la guilde de Saint-Luc d'Anvers au cours de l'année de guilde 1640-1641. Il épouse, le 11 août 1643, Catharina Ryckaert (décédée le 2 juillet 1674), fille de David Rijckaert II, son maître présumé. Le célèbre peintre anversois David Ryckaert III est donc son beau-frère. Leur fille Catharina Gonzaline est (déjà) née le 5 janvier 1644. Une deuxième fille est née de ce mariage.
Il ressort de l'analyse stylistique que Coques travaille probablement pour van Dyck. La première période de collaboration a probablement lieu entre 1629 et 1632, c’est-à-dire après le retour de van Dyck en Flandre et son départ pour l’Angleterre. La deuxième période se situe dans les années 1634-1635 lorsque van Dyck était de retour à Anvers. La connaissance intime de Coques de certaines des compositions anglaises les plus récentes de van Dyck laisse entrevoir un possible séjour de Coques en Angleterre lors de la dernière résidence de van Dyck en Angleterre. Cela expliquerait également pourquoi le portrait gravé de Joannes Meyssens mentionne que Coques avait travaillé pour Charles Ier d’Angleterre. Il travaille également pour les deux fils de Charles Ier, Henry Stuart, duc de Gloucester et Charles II, pendant leur exil à Bruges dans les années 1656-1657.
De tels voyages à l'étranger expliqueraient également le long laps de temps qui s'est écoulé entre le moment où Coques commence son apprentissage (1620) et la date à laquelle il devient maître dans la Guilde de Saint-Luc d'Anvers (1640). Coques est membre de deux chambres de rhétorique à Anvers. Il est deux fois doyen de la guilde de Saint-Luc. En 1671, il devient peintre de la cour de Juan Domingo de Zuniga y Fonseca, gouverneur des Pays-Bas méridionaux à Bruxelles.

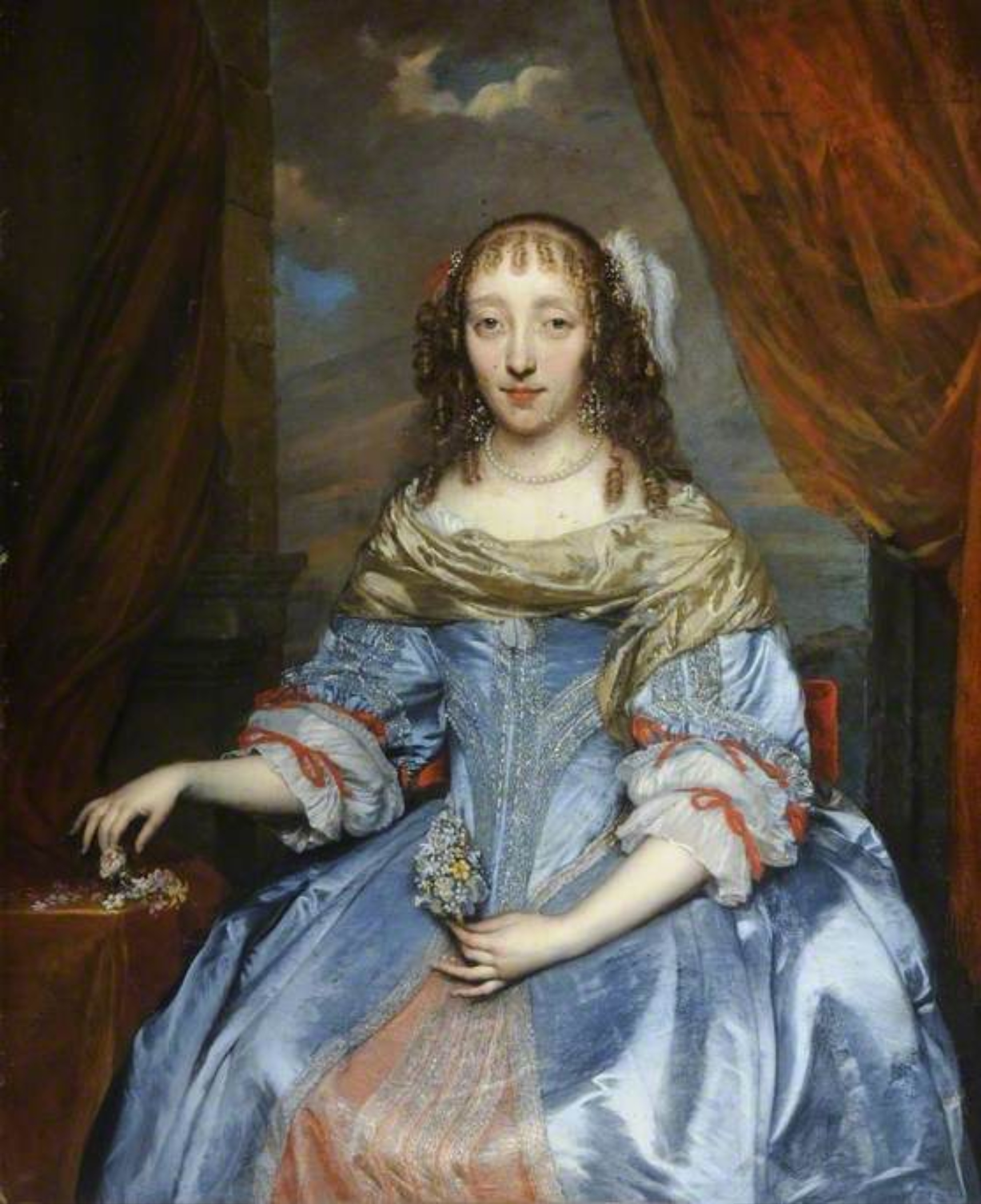
Une dame en robe de satin bleue

Après le décès de sa première femme, Coques épouse, le 21 mars 1675, Catharina Rysheuvels (elle meurt le 25 novembre 1684). Le couple n'a pas d'enfants.
Coques travaille pour la riche bourgeoisie anversoise ainsi que pour des patrons aristocratiques tels que le gouverneur Juan Domingo de Zuniga y Fonseca, Juan José d'Autriche, le duc Frédéric-Guillaume Ier de Brandebourg ou le prince Frédéric-Henri d'Orange-Nassau. Coques bénéficie du patronage de la cour néerlandaise de La Haye, probablement parce que ses peintures sont inspirées du style de van Dyck et présentent des scènes de bergers et de bergères qui font appel aux goûts courtois de l’époque.
On sait très peu de choses sur les pratiques de l'atelier de Coques. Les registres de la Guilde de Saint-Luc enregistrent deux apprentis : Cornelis van den Bosch (en 1643/44) et Lenardus-Franciscus Verdussen (en 1665/66), artistes sur lesquels on ne connaît rien de plus. On pense que Pieter Thijs poursuit une partie de sa formation chez Gonzales Coques.
Il meurt à Anvers le 18 avril 1684.

## Œuvres

### Chronologie
- 1640 : Le Jeune Savant et sa sœur, Staatliche Kunstsammlungen, Cassel ;
- Fin des années 1640 : L'Astronome et sa femme, musée des Beaux-Arts de Strasbourg ;
- Après le 30 janvier 1649 : Exécution de Charles Ier sur la place de Whitehall, huile sur toile (1.37 m X 2.15 m), musée de Picardie, Amiens ;
- 1650 environ : Le Fumeur de pipe,Watford Museum, Watford ;
- 1650-1660 environ : Portrait présumé de la famille van Coudenberg, collection privée ;
- avant 1659 : Portrait de Léopold-Guillaume de Habsbourg ;
- 1660 environ : Charles II d'Angleterre dansant à La Haye, National Maritime Museum de Greenwich ;
- Avant 1661 : Les Cinq Sens (cinq tableaux : L'Ouïe, La Vue[a], L'Odorat, Le Toucher et Le Goût), à la National Gallery, Londres ;
- 1664 : La Famille de Jan-Baptista Anthoine, dans la Royal Collection ;
- 1664 environ : Portrait de famille, à la National Gallery, Londres ;
- Après 1674 : Portrait équestre de Jean III Sobieski, Leeds ;
- 1680 environ : Portrait d'une femme en sainte Agnès, à la National Gallery, Londres.

### Dates non documentées
Les pays, villes et noms d'institutions sont classés par ordre alphabétique.
Autriche
- Portrait avec Rodolphe de Habsbourg et son confesseur (avec Jacques d'Arthois), musée d'Histoire de l'art, Vienne ;

Belgique
- Bruxelles, musées royaux des Beaux-Arts de Belgique : 
  - Portrait de Lucas Faydherbe ;
  - Portrait de famille dans un paysage.

France
- Portrait de Buckingham, cuivre, ovale, 11 × 9 cm, collection Courtois du musée des Beaux-Arts, Chartres[6] ;
- Portrait d'une famille, musée départemental d'art ancien et contemporain, Épinal ;
- Famille dans un intérieur, huile sur bois, 85 × 75 cm, musée d'Évreux.

Pays-Bas
- Intérieur avec des personnages et une collection de tableaux, au Mauritshuis, La Haye ;

Russie
- Portrait d'un homme, musée de l'Ermitage, Saint-Pétersbourg ;

- Portrait équestre d'un couple ;
- Portrait de David Ryckaert III et sa famille.

## Interprétation en gravure
- Les prémices de l'amour-propre, gravure de Charles-François-Adrien Macret d'après Gonzales Coques.